# Bridey Murphy
Der Fall Bridey Murphy hat in den 1950er Jahren weltweit großes Aufsehen erregt. Der US-amerikanische Geschäftsmann Morey Bernstein, der sich privat mit Hypnose beschäftigte, führte in Pueblo (Colorado) insgesamt acht Hypnose-Sitzungen mit der (von Ureinwohnern Amerikas abstammenden) Hausfrau Virginia Tighe durch.
Bei der dritten bis achten Sitzung (vom 29. November 1952 bis zum 1. Oktober 1953) beschrieb Tighe ein Vorleben als Bridey (eigentlich Bridget Kathleen) Murphy, Tochter von Duncan und Kathleen Murphy, die am 20. Dezember 1798 in Cork (Irland) geboren worden sei. 1818 habe sie Sean Brian Joseph McCarthy (* 1796) geheiratet und sei sie mit ihm nach Belfast gezogen, wo sie 1864 nach einem Treppensturz gestorben sei. Den hypnotischen Regressionen ließ sich eine große Anzahl von Detailinformationen entnehmen, die (wie spätere Nachforschungen William J. Barkers in Irland ergaben) vielfach bestätigt werden konnten. Hingegen ließen sich Bridey Murphy selbst und die meisten der von ihr genannten Personen nicht explizit nachweisen. 
Zusätzlich erinnerte sich Tighe auch noch an eine kurze Inkarnation in Nieuw Amsterdam (der Name New Yorks bis 1664). Sie machte darüber jedoch keine Angaben, die man hätte überprüfen können.
Virginia Tighe (* 27. April 1923 in Madison, Wisconsin, † 12. Juli 1995 nahe Denver, Colorado) erwarb ihren Familiennamen durch ihre zweite Ehe mit Hugh Bryan Tighe. Ihr Geburtsname war Burns, bis sie im Alter von drei Jahren durch Adoption den Namen Grung bekam. Bernstein verwendete in seinem Buch das Pseudonym Ruth Simmons (geb. Mills).

## Kritik
Der erste gedruckte Bericht zum Fall Bridey Murphy erschien am 12., 19. und 26. September 1954 im Empire Magazine. Die Publikation des Buchs The Search for Bridey Murphy durch Bernstein im Jahre 1956 löste erstmals weltweite Diskussionen über die Frage der Reinkarnation aus. Eine journalistische Kampagne der Boulevardzeitung Chicago American gegen die (in anderen Blättern viel publizierte) Story bewirkte, dass der Fall bald allgemein als im Sinne der Kryptomnesie-Hypothese aufgeklärt galt. Als Quelle von Vorspiegelungen des Bewusstseins über ein früheres Leben in Irland wird eine ehemalige irische Nachbarin von Virginia Tighe, Mrs. Corkell, genannt, deren Geburtsname Bridie Murphy gewesen sein soll. Ihre Angaben über Kontakte mit Mrs. Tighe in deren Kindheit wurden durch Mrs. Tighe dementiert. Mrs. Corkell verweigerte William J. Barker ein Interview und wurde von diesem schließlich als die Mutter eines Redakteurs des ’Chicago American’s identifiziert.

## Das Buch
Bernsteins Buch erlebte zahlreiche Auflagen. Seit der Ausgabe von 1965 trägt es den Untertitel With new material by William J. Barker. Die erste deutsche Übersetzung erschien 1957 unter dem Titel Der Fall Bridey Murphy. Dokument einer Wiedergeburt (ein späterer Übersetzungstitel lautet Protokoll einer Wiedergeburt). Außerdem gibt es Übersetzungen ins Dänische, Finnische, Französische, Hebräische, Italienische, Japanische, Koreanische, Niederländische, Portugiesische, Schwedische und Spanische.

## Verfilmung
1956 wurde The Search for Bridey Murphy in den USA unter der Regie von Noel Langley verfilmt. Bernstein wird darin von Louis Hayward gespielt, Virginia Tighe (als Ruth Simmons) von Teresa Wright. Zu den Darstellern gehört auch William J. Barker.